# برايان كلارك
برايان كلارك (بالإنجليزية: Brian Clark)‏ (13 يناير 1943 ببرستل في المملكة المتحدة - 10 أغسطس 2010 بكارديف في المملكة المتحدة) هو لاعب كرة قدم بريطاني في مركز الهجوم. لعب مع كارديف سيتي ونادي بريستول سيتي ونادي بورنموث ونادي ميلوول ونيوبورت كونتي وهدرسفيلد تاون.

## وصلات خارجية
- برايان كلارك على موقع قاعدة بيانات كرة القدم.إي يو (الإنجليزية)